# Harrai
Harrai è una suddivisione dell'India, classificata come nagar panchayat, di 9.438 abitanti, situata nel distretto di Chhindwara, nello stato federato del Madhya Pradesh. In base al numero di abitanti la città rientra nella classe V (da 5.000 a 9.999 persone).

## Geografia fisica
La città è situata a 22° 37' 0 N e 79° 13' 0 E e ha un'altitudine di 587 m s.l.m..

## Società

### Evoluzione demografica
Al censimento del 2001 la popolazione di Harrai assommava a 9.438 persone, delle quali 4.855 maschi e 4.583 femmine. I bambini di età inferiore o uguale ai sei anni assommavano a 1.598, dei quali 821 maschi e 777 femmine. Infine, coloro che erano in grado di saper almeno leggere e scrivere erano 5.701, dei quali 3.326 maschi e 2.375 femmine.